# Épithélium dentaire interne
L'épithélium dentaire interne, également connu sous le nom d' épithélium adamantin interne (ou encore épithélium interne de l'émail), est une couche de cellules cylindriques située sur le bord le plus proche de la papille dentaire de l'organe de l'émail dans une dent en développement.
Cette couche est vue pour la première fois au stade de la cupule, dans lequel ces cellules de l'épithélium dentaire interne sont des cellules pré-améloblastes. Ceux-ci se différencieront en améloblastes qui sont responsables de la sécrétion de l'émail au cours du développement des dents.
Les epithelia externe et interne de l'émail se rejoignent au niveau d'une structure appelée la boucle cervicale.